# Wilhelm Boger
Wilhelm Boger, född den 19 december 1906 i Zuffenhausen, död den 3 april 1977 i Bietigheim-Bissingen, var en tysk SS-Oberscharführer i Auschwitz. Han uppfann en raffinerad tortyrmetod och gjorde sig ökänd för sin utstuderade sadism. Boger fick öknamnet "Besten i Auschwitz".

## Biografi
Wilhelm Boger inträdde i SS år 1930 och blev år 1937 kriminalsekreterare. År 1942 kommenderades han till den politiska avdelningen (Lager-Gestapo) i Auschwitz. I Block 11 ledde han förhör, vid vilka offren bands fast i den så kallade "Bogergungan" (Boger-Schaukel), där de i hopkrupen ställning hängde uppochned. Inte sällan ledde denna tortyr till döden.
Efter andra världskriget greps Boger, men han rymde och gick under jorden. År 1959 arresterades han på nytt och ställdes inför rätta för krigsförbrytelser vid Första Auschwitzrättegången i Frankfurt 1963–1965. Han dömdes till livstids fängelse. Boger avled i fängelset i Bietigheim-Bissingen, 70 år gammal.